# Équipe de Suisse de football en 2018
Pour un article plus général, voir Équipe de Suisse de football.
Cet article présente l'année 2018 pour l'équipe de Suisse de football. Le 27 mars 2018, la Nati rencontre le Panama pour la première fois de son histoire, à Lucerne. Pour son deuxième match de poule lors de la Coupe du monde, elle se mesure également une première fois à la Serbie, qu'elle bat dans les dernières minutes de la rencontre après avoir été menée d'entrée. En novembre, un match l'oppose aussi pour la première fois au Qatar, futur pays organisateur de la Coupe du monde 2022. Une partie ponctuée par une défaite, mais suivie, quelques jours plus tard, par une fête de tir (5-2) face à la Belgique, 1re nation mondiale à ce moment-là, dans ce qui constituait la « finale » du groupe 2 de la première édition de la Ligue des nations. Une victoire qui qualifie ainsi la Nati pour le Final Four de cette Ligue A.

## Évolution du classement
| Année | 2017     | 2018    | 2018    | 2018 | 2018  | 2018 | 2018 | 2018    | 2018 | 2018      | 2018    | 2018     | 2018     |
| Mois  | décembre | janvier | février | mars | avril | mai  | juin | juillet | août | septembre | octobre | novembre | décembre |
| Rang  | 8        | 8       | 8       | 8    | 6     | 6    | 6    | 6       | 8    | 8         | 8       | 8        | 8        |

## Bilan
|           | Nombre de matchs | Victoires | Défaites | Matchs nuls | Buts marqués | Buts encaissés |
| Domicile  | 5                | 4         | 1        | 0           | 19           | 3              |
| Extérieur | 5                | 2         | 2        | 1           | 5            | 5              |
| Neutre    | 4                | 1         | 1        | 2           | 5            | 5              |
| Total     | 14               | 7         | 4        | 3           | 29           | 13             |

## Matchs et résultats
| Match amical                                     | Grèce   | 0 - 1   | Suisse       | Stade olympique, Athènes                    |                                             |
| 23 mars 2018 · 20h00 · Historique des rencontres |         | (0 - 0) | 58e Džemaili | Spectateurs : 3 000 Arbitrage : Hugo Miguel | Spectateurs : 3 000 Arbitrage : Hugo Miguel |
| 23 mars 2018 · 20h00 · Historique des rencontres | Rapport |         |              | Spectateurs : 3 000 Arbitrage : Hugo Miguel | Spectateurs : 3 000 Arbitrage : Hugo Miguel |

| Match amical                                     | Suisse                                                                                 | 6 - 0   | Panama | Swissporarena, Lucerne                              |                                                     |
| 27 mars 2018 · 19h00 · Historique des rencontres | Džemaili 22e · Xhaka 31e (pen.) · Embolo 33e · Zuber 39e · Gavranović 45+2e · Frei 69e | (4 - 0) |        | Spectateurs : 8 600 Arbitrage : Oliver Drachta (de) | Spectateurs : 8 600 Arbitrage : Oliver Drachta (de) |
| 27 mars 2018 · 19h00 · Historique des rencontres | Rapport                                                                                |         |        | Spectateurs : 8 600 Arbitrage : Oliver Drachta (de) | Spectateurs : 8 600 Arbitrage : Oliver Drachta (de) |

| Match amical                                    | Espagne       | 1 - 1   | Suisse        | Stade de la Cerámica, Vila-real                |                                                |
| 3 juin 2018 · 21h00 · Historique des rencontres | Odriozola 29e | (1 - 0) | 62e Rodríguez | Spectateurs : 22 000 Arbitrage : István Kovács | Spectateurs : 22 000 Arbitrage : István Kovács |
| 3 juin 2018 · 21h00 · Historique des rencontres | Rapport       |         |               | Spectateurs : 22 000 Arbitrage : István Kovács | Spectateurs : 22 000 Arbitrage : István Kovács |

| Match amical                                    | Suisse                               | 2 - 0   | Japon | Cornaredo, Lugano                              |                                                |
| 8 juin 2018 · 19h00 · Historique des rencontres | Rodríguez 42e (pen.) · Seferović 82e | (1 - 0) |       | Spectateurs : 7 010 Arbitrage : Amaury Delerue | Spectateurs : 7 010 Arbitrage : Amaury Delerue |
| 8 juin 2018 · 19h00 · Historique des rencontres | Rapport                              |         |       | Spectateurs : 7 010 Arbitrage : Amaury Delerue | Spectateurs : 7 010 Arbitrage : Amaury Delerue |

| CM 2018 : 1er tour                               | Brésil       | 1 - 1   | Suisse    | Rostov Arena, Rostov-sur-le-Don                     |                                                     |
| 17 juin 2018 · 20h00 · Historique des rencontres | Coutinho 20e | (1 - 0) | 50e Zuber | Spectateurs : 43 109 Arbitrage : César Arturo Ramos | Spectateurs : 43 109 Arbitrage : César Arturo Ramos |
| 17 juin 2018 · 20h00 · Historique des rencontres | Rapport      |         |           | Spectateurs : 43 109 Arbitrage : César Arturo Ramos | Spectateurs : 43 109 Arbitrage : César Arturo Ramos |

| CM 2018 : 1er tour                               | Serbie      | 1 - 2   | Suisse                  | Arena Baltika, Kaliningrad                   |                                              |
| 22 juin 2018 · 20h00 · Historique des rencontres | Mitrović 5e | (1 - 0) | 52e Xhaka · 90e Shaqiri | Spectateurs : 33 167 Arbitrage : Felix Brych | Spectateurs : 33 167 Arbitrage : Felix Brych |
| 22 juin 2018 · 20h00 · Historique des rencontres | Rapport     |         |                         | Spectateurs : 33 167 Arbitrage : Felix Brych | Spectateurs : 33 167 Arbitrage : Felix Brych |

| CM 2018 : 1er tour                               | Suisse                   | 2 - 2   | Costa Rica                      | Stade de Nijni Novgorod, Nijni Novgorod         |                                                 |
| 27 juin 2018 · 20h00 · Historique des rencontres | Džemaili 31e · Drmić 87e | (1 - 0) | 56e Waston · 90+3e (csc) Sommer | Spectateurs : 43 319 Arbitrage : Clément Turpin | Spectateurs : 43 319 Arbitrage : Clément Turpin |
| 27 juin 2018 · 20h00 · Historique des rencontres | Rapport                  |         |                                 | Spectateurs : 43 319 Arbitrage : Clément Turpin | Spectateurs : 43 319 Arbitrage : Clément Turpin |

| CM 2018 : 1/8 de finale                            | Suède        | 1 - 0   | Suisse | Stade Krestovski, Saint-Pétersbourg            |                                                |
| 3 juillet 2018 · 16h00 · Historique des rencontres | Forsberg 66e | (0 - 0) |        | Spectateurs : 64 042 Arbitrage : Damir Skomina | Spectateurs : 64 042 Arbitrage : Damir Skomina |
| 3 juillet 2018 · 16h00 · Historique des rencontres | Rapport      |         |        | Spectateurs : 64 042 Arbitrage : Damir Skomina | Spectateurs : 64 042 Arbitrage : Damir Skomina |

| LDN 2018-2019 - 1re journée                          | Suisse                                                                          | 6 - 0   | Islande | Kybunpark, Saint-Gall                           |                                                 |
| 8 septembre 2018 · 18h00 · Historique des rencontres | Zuber 13e · Zakaria 23e · Shaqiri 53e · Seferović 67e · Ajeti 71e · Mehmedi 82e | (2 - 0) |         | Spectateurs : 14 912 Arbitrage : Michael Oliver | Spectateurs : 14 912 Arbitrage : Michael Oliver |
| 8 septembre 2018 · 18h00 · Historique des rencontres | Rapport                                                                         |         |         | Spectateurs : 14 912 Arbitrage : Michael Oliver | Spectateurs : 14 912 Arbitrage : Michael Oliver |

| Match amical                                  | Angleterre   | 1 - 0   | Suisse | King Power Stadium, Leicester                   |                                                 |
| 11 septembre 2018 · Historique des rencontres | Rashford 54e | (0 - 0) |        | Spectateurs : 30 256 Arbitrage : Clément Turpin | Spectateurs : 30 256 Arbitrage : Clément Turpin |
| 11 septembre 2018 · Historique des rencontres | Rapport      |         |        | Spectateurs : 30 256 Arbitrage : Clément Turpin | Spectateurs : 30 256 Arbitrage : Clément Turpin |

| LDN 2018-2019 - 2e journée                          | Belgique       | 2 - 1   | Suisse         | Stade Roi Baudouin, Bruxelles                        |                                                      |
| 12 octobre 2018 · 20h45 · Historique des rencontres | Lukaku 58e 84e | (0 - 0) | 76e Gavranović | Spectateurs : 39 049 Arbitrage : Antonio Mateu Lahoz | Spectateurs : 39 049 Arbitrage : Antonio Mateu Lahoz |
| 12 octobre 2018 · 20h45 · Historique des rencontres | Rapport        |         |                | Spectateurs : 39 049 Arbitrage : Antonio Mateu Lahoz | Spectateurs : 39 049 Arbitrage : Antonio Mateu Lahoz |

| LDN 2018-2019 - 3e journée                          | Islande         | 1 - 2   | Suisse                   | Laugardalsvöllur, Reykjavik                    |                                                |
| 15 octobre 2018 · 20h45 · Historique des rencontres | Finnbogason 81e | (0 - 0) | 52e Seferović · 67e Lang | Spectateurs : 8 663 Arbitrage : Andreas Ekberg | Spectateurs : 8 663 Arbitrage : Andreas Ekberg |
| 15 octobre 2018 · 20h45 · Historique des rencontres | Rapport         |         |                          | Spectateurs : 8 663 Arbitrage : Andreas Ekberg | Spectateurs : 8 663 Arbitrage : Andreas Ekberg |

| Match amical                                         | Suisse  | 0 - 1   | Qatar    | Cornaredo, Lugano                          |                                            |
| 14 novembre 2018 · 19h00 · Historique des rencontres |         | (0 - 0) | 86e Afif | Spectateurs : 4 170 Arbitrage : Kevin Blom | Spectateurs : 4 170 Arbitrage : Kevin Blom |
| 14 novembre 2018 · 19h00 · Historique des rencontres | Rapport |         |          | Spectateurs : 4 170 Arbitrage : Kevin Blom | Spectateurs : 4 170 Arbitrage : Kevin Blom |

| LDN 2018-2019 - 4e journée                           | Suisse                                                    | 5 - 2   | Belgique         | Swissporarena, Lucerne                          |                                                 |
| 18 novembre 2018 · 20h45 · Historique des rencontres | Rodríguez 26e (pen.) · Seferović 31e 44e 84e · Elvedi 62e | (3 - 2) | 2e 17e T. Hazard | Spectateurs : 15 000 Arbitrage : Daniele Orsato | Spectateurs : 15 000 Arbitrage : Daniele Orsato |
| 18 novembre 2018 · 20h45 · Historique des rencontres | Rapport                                                   |         |                  | Spectateurs : 15 000 Arbitrage : Daniele Orsato | Spectateurs : 15 000 Arbitrage : Daniele Orsato |

## Classement des buteurs
| Buteur            | Compétition officielle | Matchs amicaux | Total |
| ----------------- | ---------------------- | -------------- | ----- |
| Haris Seferović   | 5                      | 1              | 6     |
| Steven Zuber      | 2                      | 1              | 3     |
| Blerim Džemaili   | 1                      | 2              | 3     |
| Ricardo Rodríguez | 1                      | 2              | 3     |
| Xherdan Shaqiri   | 2                      | 0              | 2     |
| Mario Gavranović  | 1                      | 1              | 2     |
| Granit Xhaka      | 1                      | 1              | 2     |
| Albian Ajeti      | 1                      | 0              | 1     |
| Josip Drmić       | 1                      | 0              | 1     |
| Nico Elvedi       | 1                      | 0              | 1     |
| Michael Lang      | 1                      | 0              | 1     |
| Admir Mehmedi     | 1                      | 0              | 1     |
| Denis Zakaria     | 1                      | 0              | 1     |
| Breel Embolo      | 0                      | 1              | 1     |
| Fabian Frei       | 0                      | 1              | 1     |